# Hydrellia sagittata
Hydrellia sagittata är en tvåvingeart som beskrevs av Canzoneri och Rampini 1998. Hydrellia sagittata ingår i släktet Hydrellia och familjen vattenflugor.
Artens utbredningsområde är Sierra Leone. Inga underarter finns listade i Catalogue of Life.